# Campeonato Sul-Americano de Voleibol Masculino de 1964
O Campeonato Sul-Americano de Voleibol Masculino de 1964 foi a sexta edição do Campeonato Sul-americano de Voleibol Masculino. O torneio foi realizado em Buenos Aires, Argentina.
O Brasil não participou deste torneio por conta da turbulência política que o país vivia. Com isso, esta é, até a presente data, a única edição do Campeonato Sul-americano de Voleibol Masculino em que o Brasil não sagrou-se campeão.

## Tabela final
| Posição | Equipe    |
| ------- | --------- |
|         | Argentina |
|         | Venezuela |
|         | Uruguai   |
| 4       | Paraguai  |
| 5       | Equador   |